# Southern-Cross-Expedition/Mannschaftsliste
Die Southern-Cross-Expedition (1898–1900) war eine Forschungsreise in die Antarktis während des sogenannten „Goldenen Zeitalters der Antarktisforschung“. Sie wird auch als Britische Antarktis-Expedition (BAE) geführt, obwohl nahezu die gesamte Mannschaft aus Norwegen stammte. Während die Landungsmannschaft am Kap Adare überwinterte, kehrte die Schiffsmannschaft zwischenzeitlich nach Australien zurück.

## Landungsmannschaft am Kap Adare
| Name                         | Geboren | Gestorben | Nationalität           | Funktion                                                                  | Zusätzliche Informationen                                                                    |
| ---------------------------- | ------- | --------- | ---------------------- | ------------------------------------------------------------------------- | -------------------------------------------------------------------------------------------- |
| Carsten Egeberg Borchgrevink | 1864    | 1934      | Norwegen               | Expeditionsleiter                                                         | Teilnehmer der Antarctic-Expedition (1894–1895)                                              |
| Louis Charles Bernacchi      | 1876    | 1942      | Australien             | Meteorologe und Physiker                                                  | Teilnehmer der Discovery-Expedition (1900–1903)                                              |
| William Colbeck              | 1871    | 1930      | Vereinigtes Königreich | Assistenz-Meteorologe, Assistenz-Physiker, Proviantmeister                | Teilnehmer der Discovery-Expedition (1900–1903)                                              |
| Nicolai Hanson               | 1870    | 1899      | Norwegen               | Biologe, Präparator, Verantwortlicher für Brennstoff, Munition und Waffen | starb im Winterquartier und wurde als erster Mensch auf dem antarktischen Festland bestattet |
| Herluf Kløvstad              | 1868    | 1900      | Norwegen               | Arzt                                                                      | starb wenige Wochen nach der Rückkehr der Expedition an „Nervenfieber“                       |
| Hugh Blackwall Evans         | 1874    | 1975      | Vereinigtes Königreich | Assistenz-Zoologe, Jäger und Präparator                                   |                                                                                              |
| Anton Fougner                | 1870    | 1932      | Norwegen               | Handwerker und wissenschaftlicher Assistent                               |                                                                                              |
| Kolbein Ellefsen             | 1874    | 1928      | Norwegen               | Zimmermann, Koch                                                          |                                                                                              |
| Ole Must                     | 1878    | 1934      | Norwegen               | Hundeführer                                                               | jüngster Expeditionsteilnehmer                                                               |
| Per Savio                    | 1877    | 1905      | Norwegen               | Hundeführer                                                               |                                                                                              |

## Besatzung des ExpeditionsschiffsSouthern Cross
| Name                  | Geboren | Gestorben | Nationalität | Funktion             | Zusätzliche Informationen                               |
| --------------------- | ------- | --------- | ------------ | -------------------- | ------------------------------------------------------- |
| Bernhard Jensen       | 1853    |           | Norwegen     | Kapitän              | Teilnehmer der Antarctic-Expedition (1894–1895)         |
| Jørgen Petersen       |         | 1900      | Norwegen     | Erster Offizier      | starb während der Rückreise von Australien nach England |
| Hans Hansen           | 1877    |           | Norwegen     | Zweiter Offizier     |                                                         |
| Christian Olsen       |         |           | Norwegen     | Leitender Maschinist |                                                         |
| Julius Johannesen     |         |           | Norwegen     | Maschinist           |                                                         |
| Hans Ulis             |         |           | Norwegen     | Zimmermann           |                                                         |
| Lars Andersen         | 1850    |           | Schweden     | Steward              |                                                         |
| Klement Klementsen    |         |           | Norwegen     | Bootsmann            |                                                         |
| Johannes Johnsen      |         |           | Norwegen     | Matrose              |                                                         |
| Franz Johan Magnussen |         |           | Norwegen     | Matrose              |                                                         |
| Oscar M. Bjarko       |         |           | Norwegen     | Matrose              |                                                         |
| Ingvard Samuelsen     |         |           | Norwegen     | Matrose              |                                                         |
| Hans J. Johnson       |         |           | Norwegen     | Matrose              |                                                         |
| Johan A. Andersen     |         |           | Norwegen     | Matrose              |                                                         |
| Olof Larsen           |         |           | Norwegen     | Matrose              |                                                         |
| Lars A. Larsen        |         |           | Norwegen     | Matrose              |                                                         |
| Adolf M. Karlsen      |         |           | Norwegen     | Matrose              |                                                         |
| Axel Johansen         |         |           | Norwegen     | Matrose              |                                                         |
| Carl H. J. Been       |         |           | Norwegen     | Heizer               |                                                         |
| Karl Brynhildsen      |         |           | Norwegen     | Heizer               |                                                         |